# Orde van Abdu'l-Kedir
De Orde van Abdu'l-Kedir, of Nishan al-Abdu'l-Kadir, werd in 1911 door Muhammad al-Nazir Bey, de bei van Tunis gesticht. De orde werd na een jaar door de Orde van Nazir vervangen.
- MC Robertson. Tunisia: Order of Abdu'l-Kadir.

Ridderorden van de bey en van het koninkrijk
De Huisorde van de Husainid · De Orde van het Bloed · De Orde van het Fundamentele Verbond · De Orde van de Glorie · De Orde van Abdu'l-Kedir · De Orde van Nazir · De Orde van de Kroon van Tunesië · De Orde van Onafhankelijkheid
Ridderorden van de republiek

De Orde van Onafhankelijkheid · De Orde van de Republiek · De Nationale Orde van Verdienste  · 
De Orde van Culturele Verdienste · 
De Orde van Ambachtelijke Verdienste · 
De Orde van Verdienste voor de Landbouw · 
De Orde van Verdienste voor het Onderwijs · 
De Orde van de Ingenieurs · 
De Orde van Maritieme Verdienste · 
De Orde van de 7e November · 
De Orde van Sportieve Verdienste · 
De Orde van Academische Verdienste · 
De Orde van Loyaliteit en Sacrifice
Zie ook: Ridderorden in Tunesië